# حسینیه و تکیه بازار نو
حسینیه و تکیه بازار نو مربوط به دوره قاجار است و در اردکان، جنوب شهر واقع شده و این اثر در تاریخ ۱۶ آذر ۱۳۷۶ با شمارهٔ ثبت ۱۹۵۸ به‌عنوان یکی از آثار ملی ایران به ثبت رسیده است.